# Joachimsthal
Joachimsthal (pol. Grzyminica) – miasto w Niemczech, w Brandenburgii, w powiecie Barnim, siedziba Związku Gmin Joachimsthal (Schorfheide). W 2008 liczyło 3 292 mieszkańców.

## Przypisy

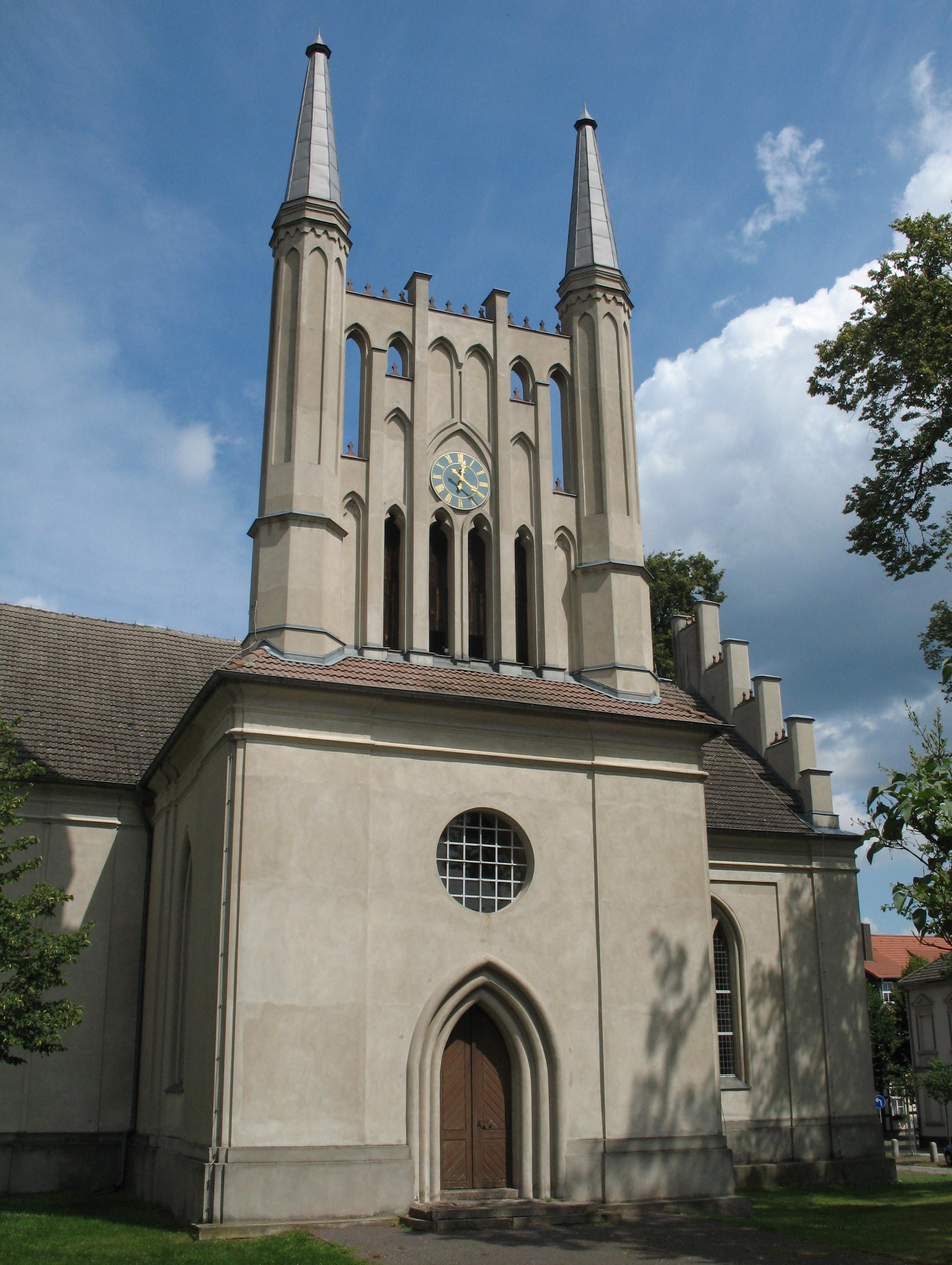
Kościół